# Маккензи, Фэй
Фэй Маккензи (англ. Fay McKenzie, 19 февраля 1918 — 16 апреля 2019) — американская актриса.
Дочь актёров Роберта Маккензи и Ив Маккензи. На киноэкране она дебютировала будучи ребёнком, исполнив одну из первых ролей в немой картине «Драматическая жизнь Авраама Линкольна» в 1924 году. Наибольшую популярность ей принесли главные роли в пяти вестернах 1941—42 годов в компании с Джином Отри. В 1961 году снялась в эпизодической роли пьяной гостьи на вечеринке, смеющейся и плачущей у зеркала, в фильме Блейка Эдвардса «Завтрак у Тиффани». У него же она и в последний раз появилась на экранах, также сыграв небольшую роль в комедии «Сукин сын» (1981).
Актриса дважды была замужем. Её первым супругом был актёр Стив Кокрэм (1946—1948), а вторым — сценарист Том Уолдман (1948—1985).